# Matar a un hombre
Matar a un hombre és una pel·lícula xilena de 2014 dirigida per Alejandro Fernández Almendras i basada en fets reals. La cinta va ser protagonitzada per Daniel Candia, Daniel Antivilo, Alejandra Yáñez i Ariel Mateluna, i estrenada el 25 de setembre de 2014. El llargmetratge va obtenir el «premi a la millor pel·lícula» en la categoria World Cinema del Festival de Cinema de Sundance el mateix any de la seva estrena.
Al setembre de 2014, el film va ser seleccionat per a representar a Xile en les competicions pels premis Oscar i els Goya. La cinta no va obtenir la nominació per l'Oscar ni pel Goya.

## Sinopsi
El film narra la història de Jorge, un home comú, pare de família, qui és assaltat per un conegut delinqüent del barri en tornar del treball a la seva casa. El seu fill decideix encarar al lladre amb la intenció de recuperar el robat, però aquest reacciona violentament i li dispara deixant-lo greument ferit. El delinqüent és condemnat a una poc significativa pena de presó i en sortir comença a amenaçar i assetjar Jorge i la seva família sense que la policia prengui mesures concretes per a protegir-los. És llavors quan Jorge decideix prendre's la justícia per la seva mà.

## Repartiment
- Daniel Candia com Jorge.
- Daniel Antivilo com Kalule.
- Alejandra Yáñez com Marta.
- Ariel Mateluna com Jorgito.
- Jenifer Salas com Nicole.
- Don Willie com Daniel.

## El fet que va ocórrer en la vida real
El llargmetratge es basa en la història real d'un home a Xile que va acabar matant a la persona que molestava a la seva família i que després, en una entrevista, va assegurar que no tornaria a fer-ho: «Vostè no sap el que és matar a una persona», va declarar. Va ser la clau de la pel·lícula, la qual cosa em va inspirar a fer la pel·lícula, va dir el director.
| «                                | En moltes ocasions, com aquest cas, el crim sembla que té una justificació que és vàlida, però l'home no va trobar aquest alleujament, aquest respir. Em va donar la idea de dues pel·lícules: una de venjança tradicional i que després canvia i és una altra cosa, és com una reflexió sobre la violència i sobre els efectes que té sobre qui la comet, va explicar. Volia generar en el públic una reflexió sobre la violència, de quina manera molts de nosaltres, jo diria que la majoria, tenim aquesta espècie de fre, jo crec que no és moral ni ètic, sinó que és biològic a l'hora de fer mal a altres persones. | » |
| — Alejandro Fernández Almendras. | |   |

## Premis
| Any  | Premi                                         | Categoria                                         | Receptor                      | Resultat  |
| ---- | --------------------------------------------- | ------------------------------------------------- | ----------------------------- | --------- |
| 2014 | Festival de Cinema de Sundance                | Gran Premi del Jurat del Cinema Mundial: Dramàtic | Alejandro Fernández Almendras | Guanyador |
| 2014 | Festival Internacional de Cinema de Rotterdam | Premi Big Screen                                  | Alejandro Fernández Almendras | Nominat   |
| 2014 | Festival Internacional de Cinema de Rotterdam | Premi KNF                                         | Alejandro Fernández Almendras | Guanyador |
| 2014 | Festival Internacional de Cinema de Miami     | Gran Premi del Jurat - Knight Competition         | Alejandro Fernández Almendras | Nominat   |
| 2014 | Festival Internacional de Cinema de Miami     | Premi Miami Future Cinema Critics                 | Alejandro Fernández Almendras | Guanyador |
| 2014 | Festival Internacional de Cinema de Friburg   | Grand Prix                                        | Alejandro Fernández Almendras | Nominat   |
| 2014 | Festival Internacional de Cinema de Friburg   | Premi Especial del Jurat                          | Alejandro Fernández Almendras | Guanyador |